# Khalas
Khalas est un groupe de métal oriental, formé en 1999. Le nom du groupe signifie « assez »  ou "terminus".
En 2013, le groupe s'est lancé dans une tournée à travers l'Europe avec le groupe israélien Orphaned Land, un événement qui a attiré l'attention sur le groupe dans les médias occidentaux, notamment The Guardian  et CNN .